# Подолешье (Гдов)
Подолешье — деревня в Гдовском районе Псковской области России. Входит в состав городского поселения «Гдов» Гдовского района.

## География
Расположена в 10 км к северо-востоку от Гдова на автодороге Гдов — Сланцы (Р60).

## Население
Численность населения деревни по оценке на 2000 год составляет 33 жителя.

## История
До 2005 года деревня входила в состав ныне упразднённой Гдовской волости.